# Cimetière israélite de Tunis
Le cimetière israélite de Tunis ou cimetière du Passage est un ancien cimetière juif situé en plein cœur de la ville de Tunis, près du quartier de Lafayette.

## Histoire
Symbole de la présence juive dans la ville pendant plusieurs siècles, il est initialement aménagé en dehors des murs de la médina de Tunis, avant que la ville européenne ne voie le jour à partir de la fin du XIXe siècle. Formant un quadrilatère de 65 000 m2, délimité par l'avenue Roustan (devenue avenue Habib-Thameur), la rue Navarin, la rue des Salines et l'avenue de Londres, il se divise en deux parties, la plus grande destinée aux Juifs d'origine tunisienne (Twânsa) et l'autre aux Juifs d'origine européenne (Granas).
Face au manque de place, la communauté juive acquiert un nouveau terrain en 1894 et y installe le nouveau cimetière du Borgel en 1898 ; les inhumations cessent immédiatement même si le cimetière reste fréquenté par les familles des défunts ou les pèlerins venus se recueillir les lundis et jeudis auprès des tombes des grands-rabbins dont Isaac Taïeb, Isaac Lumbroso, Josué Bessis ou Haï Taïeb Lo Met.
Le rabbin Raphaël Arditti rapporta, dans des articles parus dans la Revue tunisienne, les épitaphes de plusieurs grands-rabbins dont Haï Taïeb Lo Met, Isaac Lumbroso, Josué Bessis, Samuel Sfez, Nathan Borgel, Abraham Hagège ou Nathan Benattar.

## Désaffectation
Au plan foncier, alors que le terrain a été acheté par la communauté, par le biais de sept notables, il n'a jamais été officiellement immatriculé auprès des autorités.
Les autorités du protectorat français envisagent rapidement de désaffecter le cimetière et de le transformer en jardin public en raison de l'urbanisation croissante de son environnement. Une rente annuelle de 50 000 francs est proposée à la communauté en 1911 mais sans que cette initiative aboutisse.
Le 25 février 1958, le Journal officiel de la République tunisienne annonce la demande d'immatriculation du cimetière au profit de la municipalité de Tunis, dans le cadre de la désaffectation de divers cimetières municipaux. En effet, en l'absence d'immatriculation, le terrain est considéré comme une propriété communale et non privée. Le grand-rabbin David Ktorza réaffirme alors l'interdiction d'exhumer les corps, sauf en cas de transfert vers la Terre sainte ; le maire Ali Belhouane propose de son côté une compensation pour la communauté mais son décès, survenu le 9 mai 1958, change la donne. Convoqué le 11 juin, avec le grand-rabbin, le président du conseil de la communauté Charles Haddad de Paz se voit indiquer par le nouveau maire Ahmed Zaouche le refus de tout compromis et l'annonce de l'expropriation officielle : les corps doivent être exhumés et placés dans des caisses au dépositoire en attendant leur nouvelle inhumation. Quelques dizaines de corps sont déterrés, dont celles de grands-rabbins, avant que le chantier ne soit arrêté. Cette attitude aurait marqué la communauté juive et précipité de nombreux départs ; Haddad de Paz publiera un ouvrage intitulé Juifs et Arabes au pays de Bourguiba dans lequel il développe le détail de ces événements.
Un jardin public de sept hectares, le jardin Habib-Thameur, a remplacé le cimetière après le transfert des sépultures au Borgel ou en Israël.